# Bhadri
Bhadri fou una taluka tributària d'Oudh al districte de Pratapgarh. Fou governada per la dinastia Bisen, i els sobirans portaven el títol de Rao o Rai.
El primer que apareix amb el títol fou Jai Singh vers el 1748. El 1798 s'esmenta a Daljit Singh que va deixar un fill com successor de nom Zalim Singh. Jamoghan Singh apareix a l'entorn del 1833 i va tenir com a successor al seu fill Bishnath Singh. Jagat Bahadur Singh va governar fins a la seva mort el 15 de febrer de 1878 i el va succeir el seu fill Sarabjit Singh. La dinastia encara existeix.